# Contessina de Bardi
Contessina de Bardi (Florència, República de Florència vers el 1390 - íd. 1473) fou una donzella florentina que es casà amb Cosme el Vell. Va néixer vers el 1390 a la ciutat de Florència sent filla d'Alexandre de Bardi, comte de Vernio. La seva família feu fortuna com a banquers, si bé a mitjans del segle xiv el seu banc patí una forta caiguda. La família, en qualsevol cas, havia aconseguit mantenir una còmoda condició gràcies a les inversions realitzades principalment en les terres, castells i fortaleses, punts estratègics en les fronteres septentrionals de la República de Florència. Aquest fet no passà desapercebut pels Mèdici, per la qual cosa Joan de Mèdici concertà el matrimoni del seu fill Cosme el Vell amb Contessina, enllaç que es dugué a terme vers el 1416. D'aquesta unió nasqueren dos fills: Pere (1416-1469), qui seria senyor de Florència; i Joan (1421-1463).
Quan el seu marit va ser exiliat de la ciutat l'any 1433 va fugir a la vila de Cafaggiolo, prop de Mugello, retornant a Florència després del triomf de Cosme. Després de sobrevirure al seu espòs va continuar a la cort del seu fill i net, morint a la ciutat de Florència l'octubre de 1473.